# Azotyn amonu
Azotyn amonu (nazwa Stocka: azotan(III) amonu), NH4NO2 – nieorganiczny związek chemiczny z grupy azotynów, sól kwasu azotawego i amoniaku.
W laboratorium jest wykorzystywany do otrzymywania wysokiej czystości azotu poprzez rozkład termiczny:
NH4NO2 → 2H2O + N2↑